# Mayalibitbucht (Raja Ampat)
Der Distrikt Mayalibitbucht  (indonesisch Teluk Mayalibit) ist ein indonesischer Distrikt (Kecamatan) im Regierungsbezirk Raja Ampat (Provinz Südwestpapua).

## Geographie
Der Distrikt Mayalibitbucht liegt im Norden des Archipels von Raja Ampat auf der Insel Waigeo. Der Distrikt liegt am südlichen Ost- und Westufer der gleichnamigen Bucht. Der nördliche Teil gehört zum Distrikt Tiplol Mayalibit. Das westliche Ufer des schmalen Zugangs zur Bucht im Süden ist Teil des Distrikts Wasai (Kota Wasai). Westlich liegen außerdem die Distrikte Westwaigeo und Südwaigeo, östlich Ostwaigeo und im Nordosten Nordwaigeo.
Seitdem Tiplol Mayalibit 2012 abgetrennt wurde, teilt sich der Distrikt Mayalibitbucht in vier Dörfer:
- Kalitoko (2010: 266 Einwohner)[4]
- Lopintol (154)
- Mumes (44)
- Warsamdim (382)